# Pteris raghavendrae
Pteris raghavendrae là một loài dương xỉ trong họ Pteridaceae. Loài này được H.J.Chowdhery & Surendra Singh mô tả khoa học đầu tiên năm 1989.
Danh pháp khoa học của loài này chưa được làm sáng tỏ. 